# Conus colombianus
Espèce
Conus colombianus est une espèce de mollusques gastéropodes marins de la famille des Conidae.
Comme toutes les espèces du genre Conus, ces escargots sont prédateurs et venimeux. Ils sont capables de « piquer » les humains et doivent donc être manipulés avec précaution, voire pas du tout.

## Description
Description originale :Coquille petite pour le genre, trapue, large au niveau de l'épaule ; spire basse, aplatie ; épaule à angle aigu ; verticille du corps lisse, avec dix petits cordons spiralés autour de l'extrémité antérieure ; spire avec quatre fils spiralés ; coquille jaune pâle avec quatre lignes brunes très rapprochées autour du verticille du corps juste en dessous (en avant) de la ligne médiane du corps ; des flammules brunes et des taches blanches traversent les quatre lignes et s'étendent sur l'extrémité antérieure ; le verticille du corps au-dessus (postérieur de) la ligne médiane du corps sans marque ni motif ; la flèche est marquée de grandes flammules orange-tan régulièrement espacées ; les flammules de la flèche s'étendent sur le bord tranchant de l'épaule, donnant à l'épaule un aspect en damier ; l'intérieur de l'ouverture est blanc."

La taille de la coquille varie entre 22,5 mm et 57 mm.

## Distribution
Locus typicus : « Off Islas del Rosario, Colombia ».
Cette espèce est présente dans la mer des Caraïbes au large de la Colombie.

## Taxonomie

### Publication originale
L'espèce Conus colombianus a été décrite pour la première fois en 1987 par le malacologiste américain Edward James Petuch (d) dans « Charlottesville, Virginia: The Coastal Education and Research Foundation »,.

### Synonymes
- Conus (Dauciconus) colombianus Petuch, 1987 · appellation alternative
- Poremskiconus colombianus (Petuch, 1987) · non accepté